# محمودیه (مصر)
محمودیه نام شهر و شهرستانی در استان بحیره مصر است.